# Rieneck
Rieneck er en by i Landkreis Main-Spessart i regierungsbezirk Unterfranken i den tyske delstat Bayern.

## Geografi
Rieneck ligger i Region Würzburg mellem de sydlige udløbere af Rhön og østsiden af Spessart ved floden Sinn.

## Historie
Rieneck er nævnt første gang i 790. Sit nuværende navn har den efter efter slægten af Grever af Rieneck. I midten af af det 12. århundrede blev der bygget en borg over floden Sinns bredder. Ud fra den udviklede byen sig, og den fik stadsret i 1311.